# 石田孫太郎
石田 孫太郎（いしだ まごたろう、1874年 – 1936年）は、日本の養蚕技術指導者。

## 来歴
福井県遠敷郡遠敷村（現・小浜市）生まれ。群馬県藤岡の高山社で養蚕改良の勉強をし、後、明治28年からは農商務省農務局西ヶ原蚕業試験場（現・東京農工大学）で勉強した。卒業後、養蚕技術指導者として、各地に赴いた。

## 著書
- 『日本養蚕豊作全書夏秋蚕飼育法』
- 『猫』
- 『嫉妬論』